# Ormýlia
Ormýlia (Ormylia) är en ort i Grekland.   Den ligger i prefekturen Chalkidike och regionen Mellersta Makedonien, i den nordöstra delen av landet, 260 km norr om huvudstaden Aten. Ormýlia ligger 31 meter över havet och antalet invånare är 2 979.
Terrängen runt Ormýlia är kuperad åt nordost, men åt sydväst är den platt. Ormýlia ligger nere i en dal.  Närmaste större samhälle är Polýgyros, 12,6 km nordväst om Ormýlia. == Kommentarer ==
1. ↑  Framräknat ur variansen i alla höjduppgifter (DEM 3") från Viewfinder Panoramas, inom 10 km radie.[2] Mer om algoritmen finns här: Användare:Lsjbot/Algoritmer.